# (18676) Zdeňkaplavcová
(18676) Zdeňkaplavcová, désignation internationale (18676) Zdenkaplavcova, est un astéroïde de la ceinture principale.

## Description
(18676) Zdenkaplavcova est un astéroïde de la ceinture principale. Il fut découvert le 30 mars 1998 à l'observatoire d'Ondřejov par Petr Pravec. Il présente une orbite caractérisée par un demi-grand axe de 2,61 UA, une excentricité de 0,08 et une inclinaison de 4,9° par rapport à l'écliptique.

## Compléments